# Typ A (1938)
Die U-Boot-Klasse Typ A (japanisch 甲標的甲型[潜水艦] kō-hyōteki kō-gata [sensuikan], deutsch ‚Zielscheibe A, Typ-A [-U-Boot]‘) war eine in Serie produziertes Kleinst-U-Boot-Klasse der kaiserlich japanischen Marine.

## Konzeption und Prototypbau
Die Konzeption von zwei Prototypen unter der Bezeichnung Ha 1-2 erfolgte 1936 und basierte auf den gesammelten Erfahrungen mit dem Vorgängermodell Kleine Fliege. Die technischen Spezifikationen im Vergleich zum Vorgängermodell blieben identisch. Der veränderte Turmaufbau verursachte jedoch bei Überwasserfahrt, im Vergleich zum Vorgänger, einen Geschwindigkeitsverlust von 2 kn auf nur noch 23 kn. Der Bau der zwei Versuchsboote erfolgte unter strengster Geheimhaltung in der Marinewerft Kure. Nach ihrer Fertigstellung erhielten die beiden Boote die Bezeichnungen Ha 1 und Ha 2. Darauf folgten umfangreiche Seeerprobungen, die dazu führten, dass die Versuchsboote als „frontreif“ eingestuft wurden. Ein Serienbau dieser Schiffsklasse erfolgte jedoch nicht. Stattdessen flossen die gesammelten Erkenntnisse dieser Erprobungen in die Klasse Typ A ein, deren Serienproduktion 1938 anlief.

## Entwicklungsgeschichte
Während die technischen Spezifikationen identisch blieben, bestand die Primärbewaffnung des Bootes aus zwei übereinander angeordneten Torpedos im Bug. Bei den fertiggestellten Typen vor Ausbruch des Pazifikkriegs war dieser Bereich noch freiflutend gestaltet; er wurde erst später mit Verschlussklappen versehen, um die Torpedos vor Beschädigungen (z. B. durch Netzsperren) zu schützen. Der Bau des Typs A (eigentlich kō aus dem kō-otsu-hei-tei-Nummerierungssystem) erfolgte in den Marinewerften Kure und Ourazaki, und die Boote erhielten die Bezeichnungen Ha 3 bis Ha 52 und Ha 54 bis Ha 61. Ha 53 war für den geplanten Typ B reserviert.
Nachteil dieses Typs war, dass ein Aufladen der Batterien nur in einer Werft, oder von einem Hilfsschiff, erfolgen konnte. Aufgrund der begrenzten Reichweite der Boote sollte diese von Trägerbooten in das Operationsgebiet gebracht werden. Dazu wurde die U-Boote I 16, I 18, I 20, I 22 und I 24 umgebaut, ferner auch die Seeflugzeugträger Chiyoda und Nisshin.

## Technik

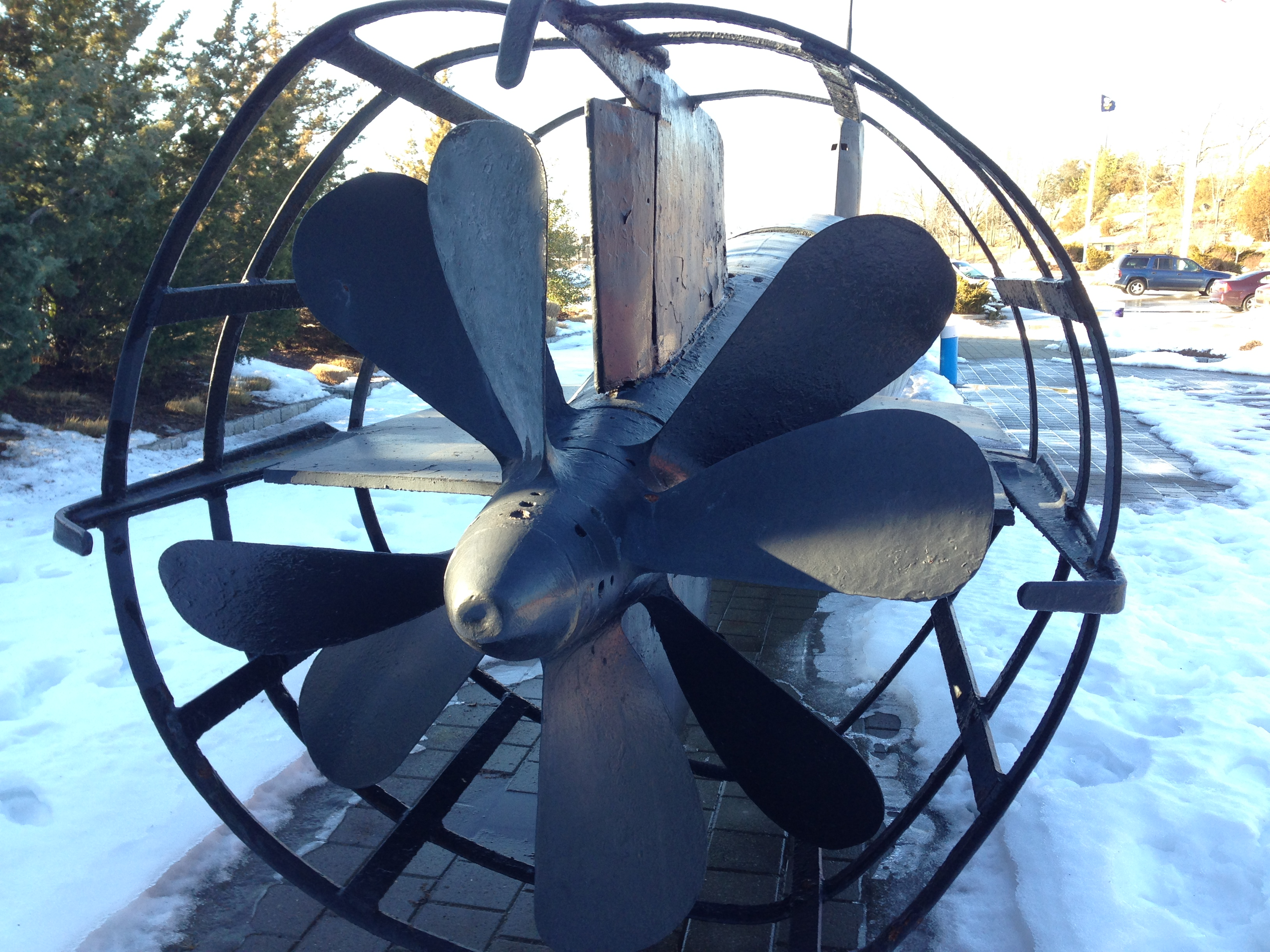
Gegenläufig hintereinander angebrachte Propeller von Ha-8

Der Bootskörper bestand aus einem einzelnen Bug, welcher im vorderen Bereich zwei Ballastzellen und einen Ballasttank hatte. Hier war, sowie achtern, ein Batterieraum, die Zentrale mit Steuerung sowie der Antriebsraum untergebracht. Zur Navigation wurde eine Kompassanlage sowie ein Sehrohr verwendet. Im achteren Batterieraum war ein verschiebbares Gegengewicht zum ausbalancieren des Bootes bei Abschuss eines Torpedos angebracht.

## Einsätze

### Angriff auf Pearl Harbor

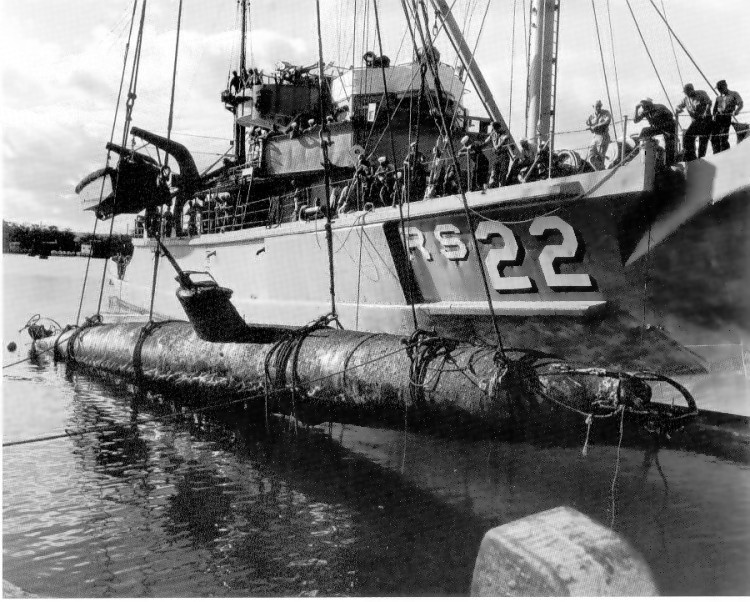
Ende Juli 1960 vor Pearl Harbor gehobenes Boot

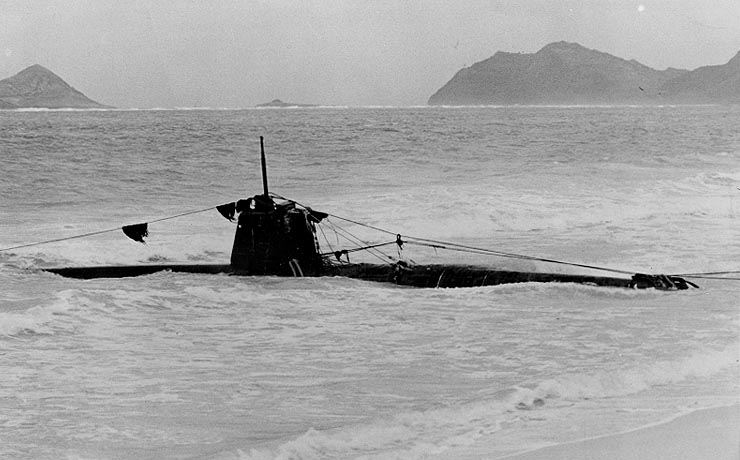
Im Dezember 1941 am Strand von Pearl Harbor aufgelaufenes Boot

Im Rahmen des japanischen Angriffs auf Pearl Harbor am 7. Dezember 1941 unter dem Kommando von Admiral Yamamoto Isoroku wurden fünf Kleinst-U-Boote des Typs A eingesetzt, die von den oben genannten Träger-U-Booten in das Seegebiet um Pearl Harbor gebracht worden waren. Dies waren die Boote Ha-16, Ha-18, Ha-19, Ha-20 und Ha-22. Sie sollten nach dem erfolgten japanischen Luftangriff in den Hafen eindringen und die Reste der amerikanischen Pazifikflotte attackieren. Da die Boote noch nicht ausreichend getestet waren und sie außerdem Probleme mit der Batterie sowie der Trimmung hatten, war dies ein äußerst riskantes Unterfangen, weswegen die Besatzungen angehalten wurden ihre persönlichen Belange zu regeln und Abschiedsbriefe zu verfassen.
Ha-19 lief infolge eines Defekts am Kreiselkompass auf ein Riff vor der Ostküste Oahus auf. Das Besatzungsmitglied Sakamaki Kazuo schaffte es aus dem Boot und schwamm an Land. Er wurde der erste Japaner in amerikanischer Kriegsgefangenschaft.
Ein zweites wurde vom Minenleger USS Condor gesichtet. Der Zerstörer USS Ward wurde hinzugerufen, konnte aber das U-Boot zuerst nicht entdecken. Der Ausguck meldete ein paar Stunden später die Sichtung eines U-Boot Turms, welcher auf die USS Antares zulief. Gleichzeitig überflog ein Wasserflugzeug des Typs PBY die Gegend und warf irrtümlicherweise Raucherkennungs-Bojen ab, da er dachte ein befreundetes U-Boot hätte sich verirrt. Hiernach eröffnete die Ward das Feuer mit 10,2-cm-Granaten, wovon der erste Schuss das Ziel verfehlte, aber der zweite den Turm traf. Als das Boot danach verschwand griff die USS Ward sowie das Wasserflugzeug die Stelle mit Wasserbomben an. Erst im Jahr 2002 wurde das Wrack dieses U-Bootes mit einem Einschussloch im Turm entdeckt. Bis dahin war die Versenkung nicht gesichert. Bei dem Boot handelte es sich um Ha-20.
Ha-22 drang in den Hafen ein und feuerte zwei Torpedos ab welche beide ihr Ziel verfehlten. Die USS Monaghan versenkte das U-Boot später. Es wurde gehoben und als Füllmaterial zum Bau eines Piers wiederverwendet. 1952 wurde es wieder freigelegt. Aus den Batterien ausgetretenes Chlorgas hatte den Bootskörper soweit beschädigt, dass man sich entschloss das Wrack wieder zuzuschütten. Die sterblichen Überreste der Besatzung sollen noch immer dort sein.
Ha-18 wurde 1960 östlich der Hafeneinfahrt von Pearl Harbor in der Keehi Lagoon entdeckt. Es hatte durch Wasserbomben verursachte Schäden und wurde von seiner Besatzung offenbar verlassen. Es wurde an Japan zurückgegeben, wo es 1962 restauriert wurde und nun im Naval History Museum in Etajima ausgestellt ist.
Ha-16 wurde 2009 vor der Hafeneinfahrt von Pearl Harbor entdeckt. Das Boot war 1944 zufällig im Hafen ohne Torpedos entdeckt worden und wurde mit ausgemustertem Kriegsgerät später in einer geheimen Operation in tieferem Wasser wieder versenkt. Da die Torpedos fehlten wird davon ausgegangen, dass diese abgeschossen wurden was auch eine japanische Luftaufnahme, in der Wasserbewegungen und eine Torpedolaufbahn zu sehen sind, untermauert.

### Weitere Einsätze
Am 30. Mai 1942 erfolgte ein weiterer Angriff von zwei Booten auf die bei Diego Suárez, Madagaskar liegende britische Flotte im Rahmen der Operation Ironclad. Hierbei wurden der Tanker British Loyalty (6993 BRT) versenkt und das Schlachtschiff Ramillies torpediert und beschädigt. Bei der Abwehr dieses Angriffs durch Wasserbomben wurde eines der Kleinst-U-Boote versenkt, während das andere von Leutnant Akieda Saburo noch auf den Strand gelenkt werden konnte. Er und sein Bootsmann Takemoto Masami konnten zunächst landeinwärts flüchten, später wurden beide jedoch in einem Feuergefecht getötet.
Am 31. Mai 1942 wurden drei Boote vor der Bucht von Sydney, Australien eingesetzt, die den Schweren Kreuzer Chicago attackieren sollten, aber der Angriff schlug fehl. Ein Boot konnte die Torpedoklappen nicht öffnen; die Besatzung setzte ihr Boot daher auf Grund und erschoss sich selbst. Das zweite Boot geriet in ein U-Boot-Netz und wurde von seiner Besatzung gesprengt. Nur das dritte Boot schoss seine zwei Torpedos ab, von denen einer das Wohnschiff Kuttabul versenkte und der zweite am Strand auslief. Das U-Boot selbst wurde anschließend durch Wasserbomben vernichtet. Dennoch konnten die Amerikaner das gesprengte sowie das selbstversenkte Boot bergen. Aus diesen wurde später ein komplettes Boot zusammengesetzt, welches heute im Australian War Memorial in Canberra ausgestellt ist.
Bis Ende 1942 erfolgte noch eine Vielzahl von Einsätzen des Typs A, die jedoch nur zu Beschädigungen und keiner Versenkung mehr führten. z. B. am 7. November 1942 gelang es einem von I 20 ausgesetzten Boot den amerikanischen Dampfer USS Majaba (AG-43) bei Lunga Point zu beschädigen. Oder den Angriffen vom 15. und 29. November ebenfalls am Lunga Point. Hier setzen I-16, I-20 und I-24 Kleinst-U-Boote ein. Von denen am 15. November nur eines zurückkehrte und am 29. November der amerikanische Transporter USS Alchiba durch Ha-10 beschädigt wurde.
Am 3. Dezember wurde noch der Zerstörer Cooper versenkt und am 10. Januar 1945 der Transporter War Hawk am Golf von Lingayen auf Grund gesetzt.
Es gelang den Amerikanern aber, zahlreiche Boote des Typs zu bergen.
Nachdem der Typ C ab 1943 in Serienfertigung gegangen war, wurden die Boote des Typs A allmählich vom Frontgeschehen abgezogen und dienten fortan als Schulungsboote.

## Verbleib

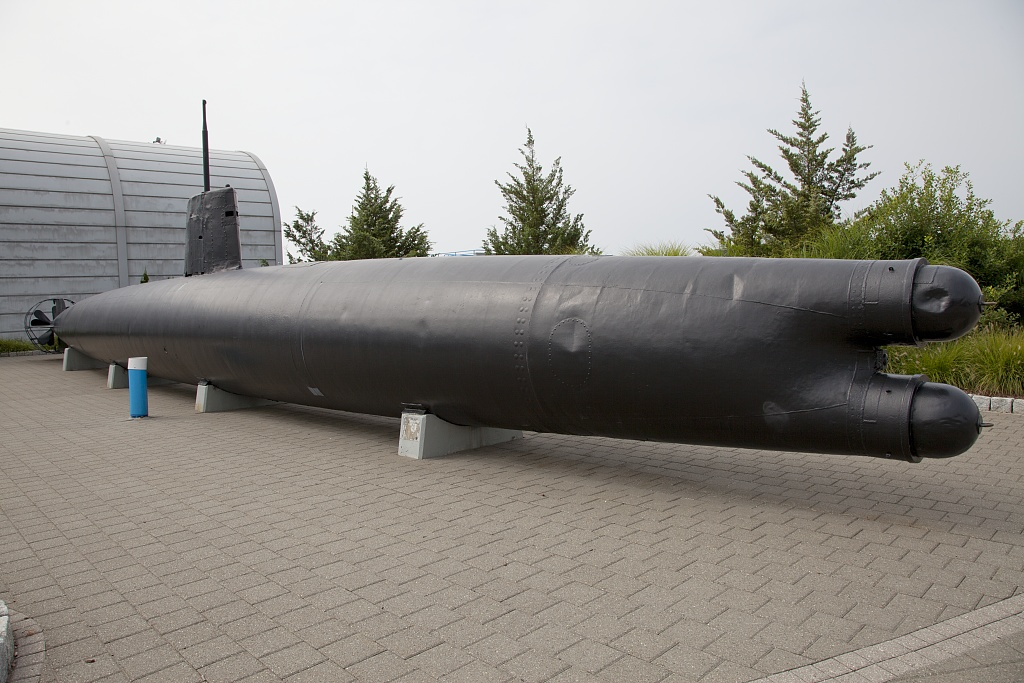
Ha-8 im Submarine Force Library and Museum in Groton, Connecticut

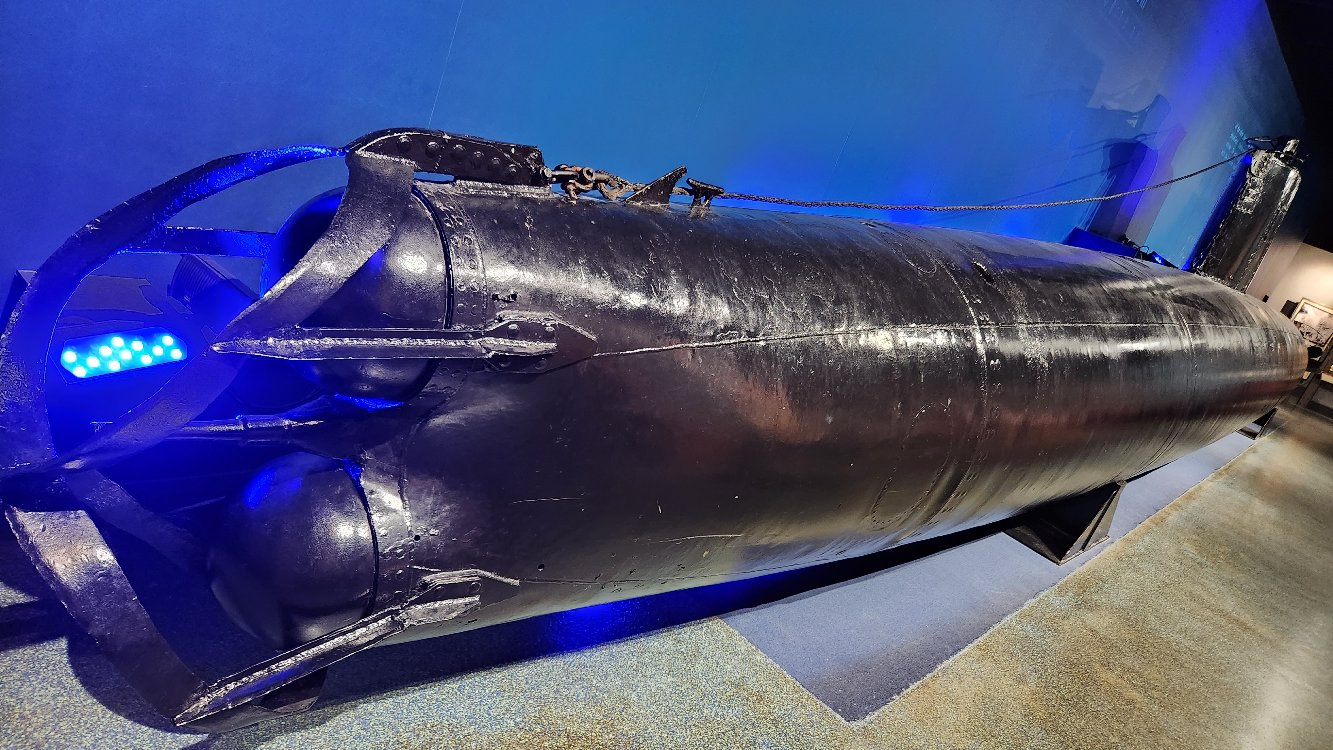
Ha-19 im National Museum of the Pacific War in Fredericksburg, Texas

Die meisten Boote wurden versenkt, nur einige Boote wurden gehoben und sind in internationalen Museen ausgestellt.
- Ha-8 – Submarine Force Library and Museum in Groton, Connecticut
- Ha-16 – versenkt in tiefem Wasser vor der Hafeneinfahrt von Pearl Harbor
- Ha-18 – Naval History Museum, Etajima, Japan
- Ha-19 – National Museum of the Pacific War, Fredericksburg, Texas
- Ha-20 – versenkt und auf Grund liegend vor der Hafeneinfahrt von Pearl Harbor
- Ha-22 – zugeschüttet und Teil eines Piers in Pearl Harbor
- Zwei Boote, welche den Hafen von Sydney im Mai 1942 angriffen und zu einem zusammen gebaut wurden im Australian War Memorial, Canberra, Australien